# Adonisea designata
Adonisea designata là một loài bướm đêm trong họ Noctuidae.